# Popowo Stare

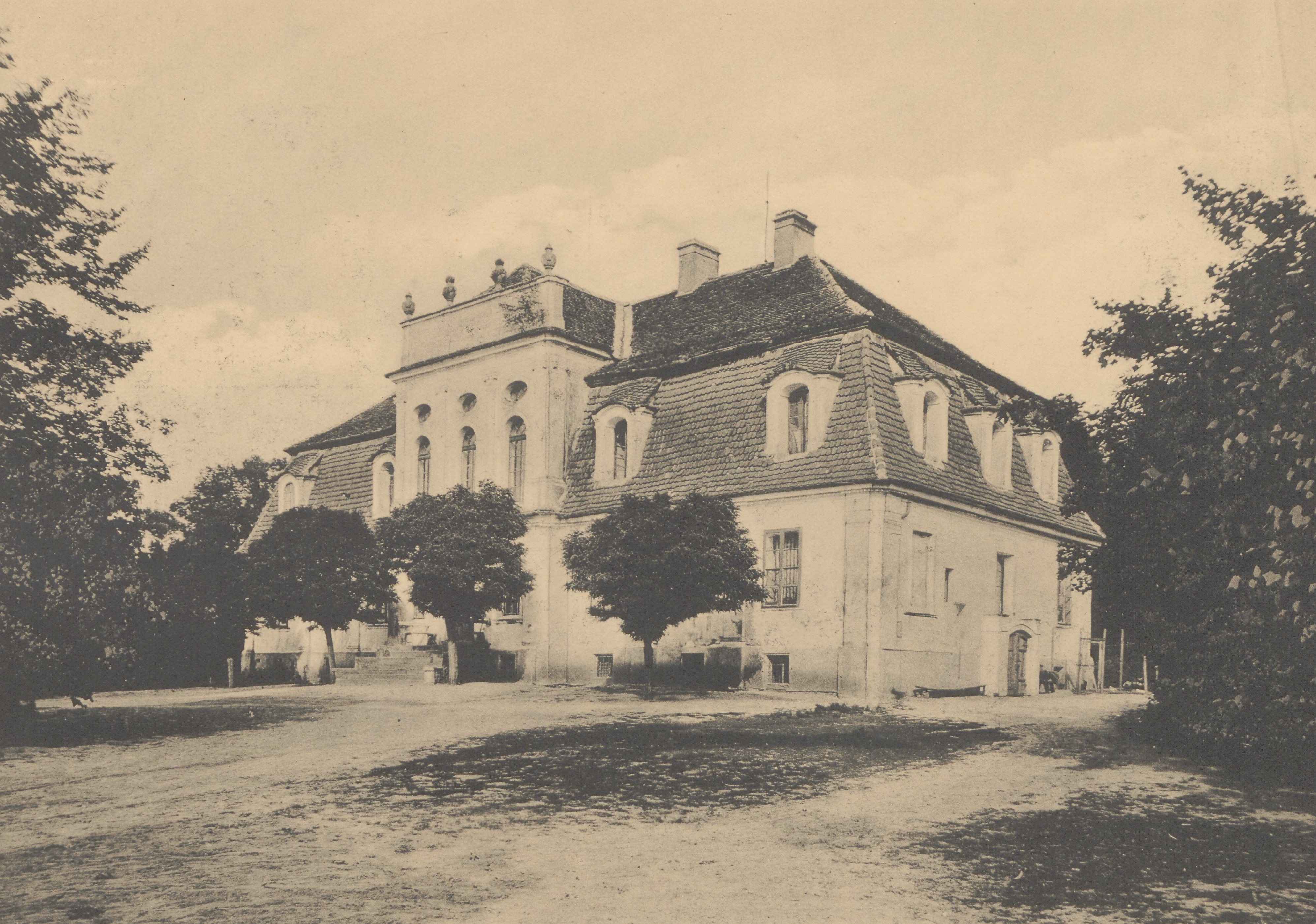
Widok pałacu przed 1912

Popowo Stare (pol. hist. Popowo) – wieś w Polsce położona w województwie wielkopolskim, w powiecie wolsztyńskim, w gminie Przemęt.

## Historia
Wieś pierwotnie związana była z Wielkopolską. Istnieje co najmniej od połowy XIV wieku. Po raz pierwszy wymieniana w archiwalnym, łacińskojęzycznym dokumencie z 1361 pod nazwą Popowo, 1388 Popowo.
Miejscowość istniała jednak znacznie wcześniej niż odnotowują to zachowane, historyczne zapisy. Archeolodzy odkryli na terenie wsi grodzisko wklęsłe, a przy niej osadę przy grodową datowaną szacunkowo na VII-X wiek. 
W 1417 wieś leżała w opolu przemęckim będącym reliktem opola - przedpaństwowej wspólnoty rodowo-terytorialnej, które stały się w średniowieczu podokręgami kasztelanii. W 1462 leżała w powiecie kościańskim Korony Królestwa Polskiego. W 1563 miejscowość należała do parafii Wilkowo Polskie.
Miejscowość była wsią szlachecką należącą do lokalnej szlachty wielkopolskiej - Popowskich, którzy od nazwy wsi utworzyli własne odmiejscowe nazwisko, a później także do Rozdrażewskich, Jeziorkowskich, Gawrońskich oraz Leszczyńskich. W latach 1361–1366 jako właściciel wsi odnotowany został Dominik z Popowa. W 1361 król polski Kazimierz III Wielki oznajmił w sygnowanym dokumencie, że Dominik dziedzic z Popowa dowiódł, iż jego teść otrzymał od króla Władysława Łokietka wieś królewską Żerniki położoną na terytorium pyzdrskim. Dokument króla Władysława zaginął i dlatego król Kazimierz musiał ponownie potwierdzić tę darowiznę, a przy okazji wymienione zostało Popowo jak miejsce zamieszkania właściciela Żernik. W 1366 Dominik z Popowa odnotowany został w dokumencie sądowym jako świadek.
W 1388 Małgorzata żona Paszka z Karśnic wygrała proces ze swą ciotką Małgorzatą, wdową po Januszu z Radomicka, a wówczas żoną Warmula, o swoje dobra ojczyste w skład, których wchodziło Popowo, cały Sikorzyn i 1/3 Zaparcina. Sąd uznał prawa Małgorzaty nakazując ciotce Małgorzacie żonie Warmula wieczne milczenie w tej sprawie.
W latach 1391-1399 w zapisach sadowych odnotowana zostaje Małgorzata Popowska z Popowa. W jednym z procesów w 1399 pozwana została przez Wolframa o to, że jeźdźcy, którzy wyjechali z jej domu, zabrali mu dobra wartości 10 grzywien. W latach 1402–1426 jako właściciel we wsi odnotowany został Janusz Warmul (lub Walermul) z Popowa. W 1418 Małgorzata Popowska Warmulowa dała swojej córce Katarzynie oraz jej mężowi Henrykowi Wyskocie 1/4 Popowa pod warunkiem, że ci małżonkowie będą jej płacić co roku 4 grzywny czynszu. W 1420 Katarzyna Bylęcka córka Małgorzaty Popowskiej oraz żona Henryka Wyskoty z Bylęcina posiadała część Popowa. W 1432 Katarzyna sprzedała swe majętności w Karśnicach i Popowie.
W połowie XV wieku połowa wsi znajdowała się w ręku różnych spokrewnionych ze sobą Popowskich. W 1446 Piotr Popowski zapisał swojej żonie Dorocie po 60 grzywien posagu oraz wiana na połowie części należnych mu z działów z braćmi w Popowie oraz na zastawie w Lutomiu Małym w powiecie poznańskim. W latach 1461–63 Piotr Popowski sprzedał 1/4 wsi Andrzejowi Błockiemu za 150 grzywien, a 1463 Błocki z powrotem odsprzedał tę cześć Piotrowi Popowskiemu. W 1476 Jan Popowski zapisał swojej żonie Barbarze po 100 grzywien posagu oraz wiana na 2 częściach w Popowie. W 1478 Andrzej Popowski zapisał żonie Annie z domu Karczewskiej po 70 grzywien posagu oraz wiana na połowie z 1/4 Popowa oraz na zastawie wartości 25 grzywien w Ręcsku. W 1482 zapisuje jej także po 70 grz. posagu i wiana na połowie części jakie miał w Popowie.
W 1507 Małgorzata ze Śmigla żona Jana Rozdrażewskiego sprzedła Katarzynie ze Śmigla żonie Hieronima Kretkowskiego połowę Popowa, Koszanowo i 1/3 Nietąszkowa za 400 złotych węgierskich. W 1528 Wojciech Śmigielski kupił część Popowa od Magdaleny Popowskiej wdowy po Piotrze Czackim, a żony Krzysztofa sołtysa w Bruszczewie, za 200 grzywien. W 1528 nastąpiła zamiana części w dobrach śmigielskich między braćmi przyrodnimi Hieronimem, Wacławem i Stanisławem Rozdrażewskimi synami kasztelana międzyrzeckiego Jana Rozdrażewskiego, a Rafałem Leszczyńskim. W jej wyniku połowa Popowa przypada Rozdrażewskim. W 1530 Wojciech Śmigielski zakupił także części miasta Śmigiel oraz wsi Nietąszkowo oraz prawo bliższości do wsi Popowo, odziedziczone po Magdalenie sołtysce z Bruszczcwa. Całość odstąpił wraz z dopłatą 1000 złotych Rafałowi Leszczyńskiemu tytułem zamiany na dobra działoszyńskie.
Wieś odnotowano również w historycznych rejestrach podatkowych. W 1530 odnotowany został pobór z Popowa od 3 łanów oraz karczmy. W 1563 płatnikiem podatków we wsi był Wacław Rozdrażewski, który zapłacił od 3 łanów oraz od komornika. Jan Popowski zapłacił natomiast od 2,5 łana, karczmy dorocznej oraz od wiatraka dorocznego. W 1564 odnotowano płatność dziesięciny z 5 łanów. W 1581 Jan Jeziorkowski zapłacił pobór we wsi od połowy łana osiadłego, jednego łana opuszczonego oraz 2 zagrodników, a Andrzej Gawroński od 3 zagrodników oraz od pługa ziemi uprawianej przez robotnika najemnego zwanego ratajem.
W początkach XVIII w. wieś należała do Rogalińskich, którzy mieli tu dwór kryty strzechą, a od poł. XVIII w. majątek należał do Szołdrskich z Czempinia. Popowo było wówczas miejscem zjazdów szlacheckich, związanych z działalnością patriotyczną.
Po rozbiorach Polski miejscowość znalazła się w zaborze pruskim. W okresie Wielkiego Księstwa Poznańskiego (1815-1848) miejscowość wzmiankowana jako Popowo niemieckie (niem. Deutsch Poppen) należała do wsi większych w ówczesnym pruskim powiecie Kosten rejencji poznańskiej. Popowo niemieckie należało do okręgu śmigielskiego tego powiatu i stanowiło siedzibę majątku, który należał wówczas do J. Szołdrskiego. Według spisu urzędowego z 1837 roku Popowo niemieckie liczyło 254 mieszkańców, którzy zamieszkiwali 29 dymów (domostw).
W 1832 r. ukrywał się tu gen. Klemens Kołaczkowski, jeden z przywódców powstania listopadowego. Być może w tym czasie gościł tu także Adam Mickiewicz. W 1890 r. wykupił je Franciszek Ksawery Speichert. Od 1936 r. wieś była w posiadaniu rodziny Łanieckich, którzy sprzedali dwór wraz z gospodarstwem i gorzelnią w latach 70. do PGR Stare Bojanowo.
W latach 1975–1998 miejscowość administracyjnie należała do województwa leszczyńskiego.

## Zabytki
- Pałac wznoszący się w południowo-wschodniej części wsi rozpoczął budować przypuszczalnie po 1781 roku Ignacy Szołdrski, a po jego wczesnej śmierci budowę kontynuowała jego żona Balbina z Suchorzewskich, która zakończyła budowę około 1785 roku. Rezydencja pomimo że była parterowa, miała wyniesiona część środkową, która mieściła wielką salę balową. Twórcą pałacu był architekt Ignacy Graff, nadworny architekt książąt Sułkowskich, który stworzył jeden z najcenniejszych przykładów późnobarokowej siedziby w Wielkopolsce. Wewnątrz zachowały się oryginalne rokokowe dekoracje sztukatorskie. W 1826 roku z inicjatywy Albertyny z Kołaczkowskich w pałacu przeprowadzono remont. S 1832 roku ukrywał się w nim generał Klemens Kołaczkowski, jeden z przywódców Powstania listopadowego. W drugiej połowie XIX wieku na skutek polityki władz zaborczych Popowo przeszło w ręce niemieckie, jednak w 1890 roku wykupił je Ksawery Speichert. On też odnowił rezydencję w 1908 roku zmieniając częściowo stolarkę. W 1938 roku Speichertowie sprzedali pałac Józefowi Łanieckiemu, od którego syna w 1976 roku rezydencję odkupił miejscowy PGR. Pałac obecnie przeżywa ponownie czasy świetności organizując liczne imprezy kulturalne i okolicznościowe w doskonale odtworzonych wnętrzach. Przy północnej ścianie dworu rośnie pomnikowa grupa pięciu cisów, a od wschodu oddziela pozostałość dawnej fosy[6].
- Park rozciągający się przy dworze o założeniu krajobrazowym z końca XIX w. (4,00 ha), z różnorodnym drzewostanem i wieloma pomnikami przyrody, z których najgrubszym jest rosnący na północnym skraju dąb o obwodzie 640 cm. Z przodu reprezentacyjny podjazd w kształcie elipsy i brama z XIX w.
- Gorzelnia, murowana, 1901 r.
- Dom pofolwarczny, murowany, 1859 r.